# Трофимово (муниципальный округ Егорьевск)
Трофимово — деревня в муниципальном округе Егорьевск Московской области России.

## География
Деревня Трофимово расположена в юго-западной части муниципального округа Егорьевск, примерно в 23 километрах к юго-востоку от города Егорьевск. По западной окраине деревни протекает река Устынь. Высота над уровнем моря 113 метров.

## История
До отмены крепостного права деревня принадлежала помещику Кашкину. После 1861 года деревня вошла в состав Раменской волости Егорьевского уезда. Приход находился в селе Раменки.
В 1926 году деревня входила в Старовский сельсовет Раменской волости Егорьевского уезда.
До 1994 года Трофимово входило в состав Раменского сельсовета Егорьевского района, а в 1994—2006 годы — Раменского сельского округа.
Входит в состав сельского поселения Раменское.

## Демография
В 1885 году в деревне проживало 293 человека, в 1905 году — 397 человек (193 мужчины, 204 женщины), в 1926 году — 304 человека (139 мужчин, 165 женщин). По переписи 2002 года — 29 человек (10 мужчин, 19 женщин). Население — 36 человек (2010).
| 1859 | 1868 | 1885 | 1905 | 1926 | 2002 | 2006 |
| ---- | ---- | ---- | ---- | ---- | ---- | ---- |
| 230  | ↗241 | ↗293 | ↗397 | ↘304 | ↘29  | ↘24  |
| 2010 |      |      |      |      |      |      |
| ↗36  |      |      |      |      |      |      |